# Agram 2000
Le Agram 2000, est un pistolet-mitrailleur, chambré pour la munition Parabellum 9 × 19 mm. Il est fabriqué en Croatie.

## Histoire
L'Agram est conçu par Mirko et Ivan Vugrek en 1991 comme une mitraillette destinée aux forces de police croates et produite depuis 1997. Mais, au début de la guerre au Kosovo, l'arme est également utilisée par les armées des différentes factions sur le terrain dont l'UÇK. 
La production par l'usine (installée à Zagreb) prend fin en 2000 et l'Agram est aujourd'hui une arme assez rare en dehors des Balkans étant donné que sa production a toujours été entièrement locale. En 2002, une variante mise à jour, l'Agram 2002, est lancée sur le marché et produite en nombre limité[Combien ?].

## Caractéristiques techniques
L'arme, basée sur le Beretta M12 italien, présente une poignée avant plus confortable (en forme d'anneau, pour ne pas s'accrocher aux vêtements), une cadence de tir accrue par rapport au M12 et le même groupe de sélection de mode de déclenchement.
La version 2002 présente une nouvelle poignée, un nouveau type de viseur avec réglages à 50/100/150 mètres et une nouvelle gaine filetée qui recouvre le canon lorsque le silencieux n'est pas utilisé

## Dotation officielle
- Bosnie-Herzégovine.
- Croatie. Police croate.
- Kosovo. Usage par l'UÇK via le trafic d'armes.
- Ukraine. Armes confisquées à des criminels et utilisées par les forces de défense territoriale lors de la bataille de Kiev[1].

## Usage criminel
Cette mitraillette est souvent utilisée par les tueurs pour commettre des crimes en Europe et elle est introduite clandestinement[réf. nécessaire]. Début 2002, environ 60 de ces PM croates ont été  saisis et ainsi répertoriés dans le fichier du ministère de l'Intérieur de la fédération de Russie, au moins quelques autres ont été saisis plus tard. Parmi les crimes qui ont suscité l’indignation du public figurent :
- 1996 - assassinat du député du peuple d'Ukraine Eugène Chtcherban à Donetsk , Ukraine.
- 1998 – assassinat de la députée Galina Starovoïtova à Saint-Pétersbourg.
- 2000 - triple meurtre près de l' Hôtel Astoria (Saint-Pétersbourg).
- 2001 - meurtre d'un député. préfet du district de Zelenograd  L. Oblonsky à Moscou .
- 2005 - fusillade au restaurant Yellow Submarine (Moscou).
- 2007 - assassinat de Chingiz Akhundov , chef d'un groupe criminel azerbaïdjanais (Moscou).
- 2007 - tentative d'assassinat contre le chef adjoint du Département de contrôle du crime organisé de la Direction des affaires intérieures de la région de Kaliningrad. D. Malikova.
- 2011 - assassinat du député, chef du Parti des industriels et entrepreneurs Alexandre Korobchinsky (Odessa)

Cette arme était utilisée par le Réseau Hofstad,.